# Julius Bittner

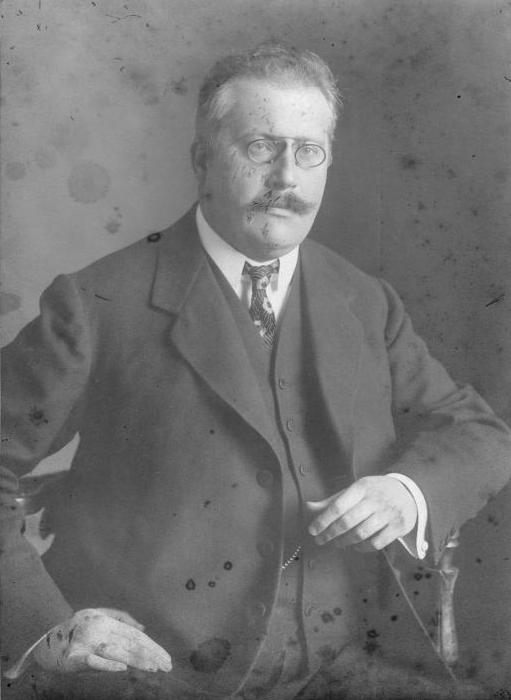
Julius Bittner, 1911

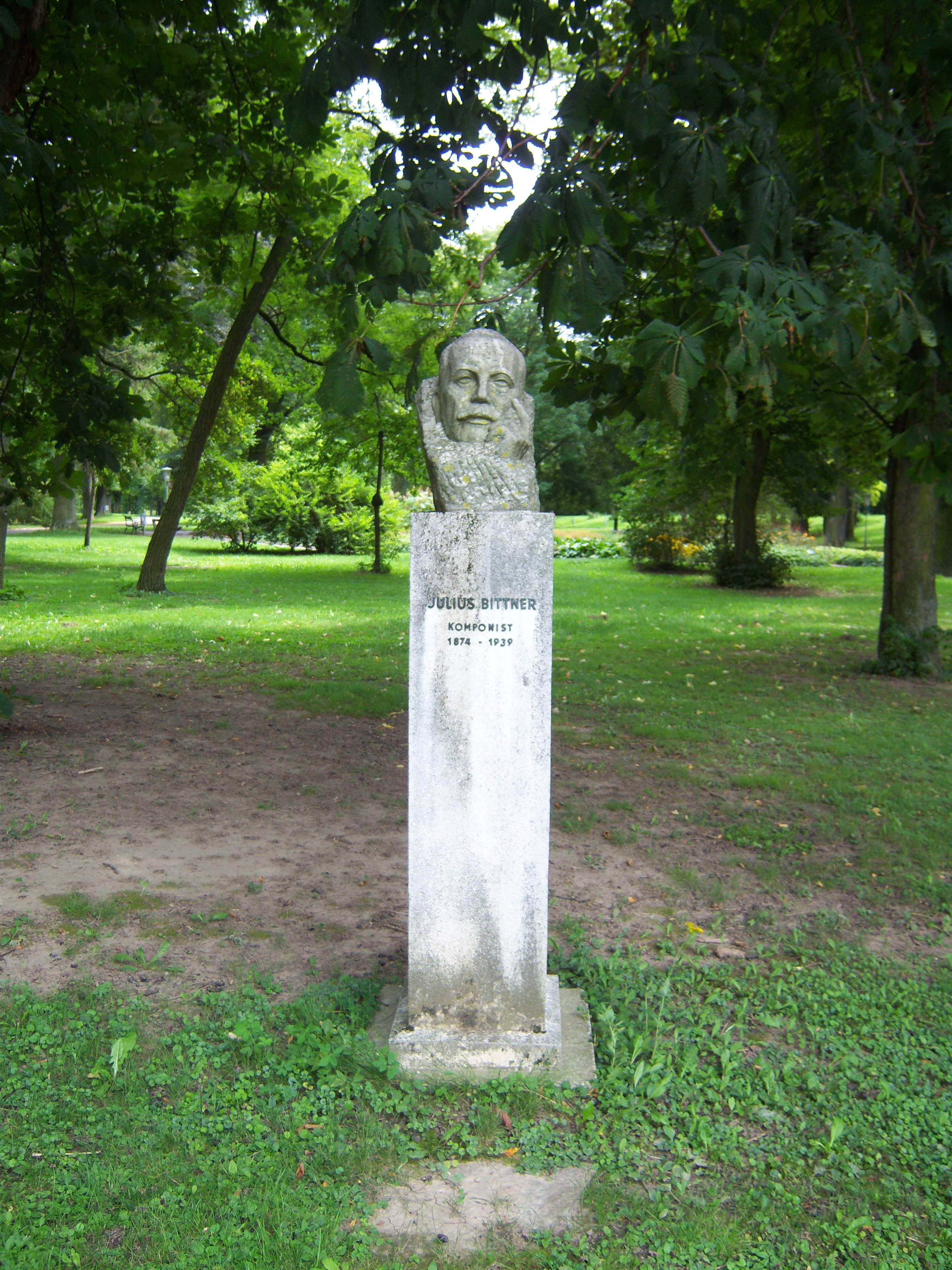
Denkmal an Julius Bittner in Wolkersdorf im Weinviertel

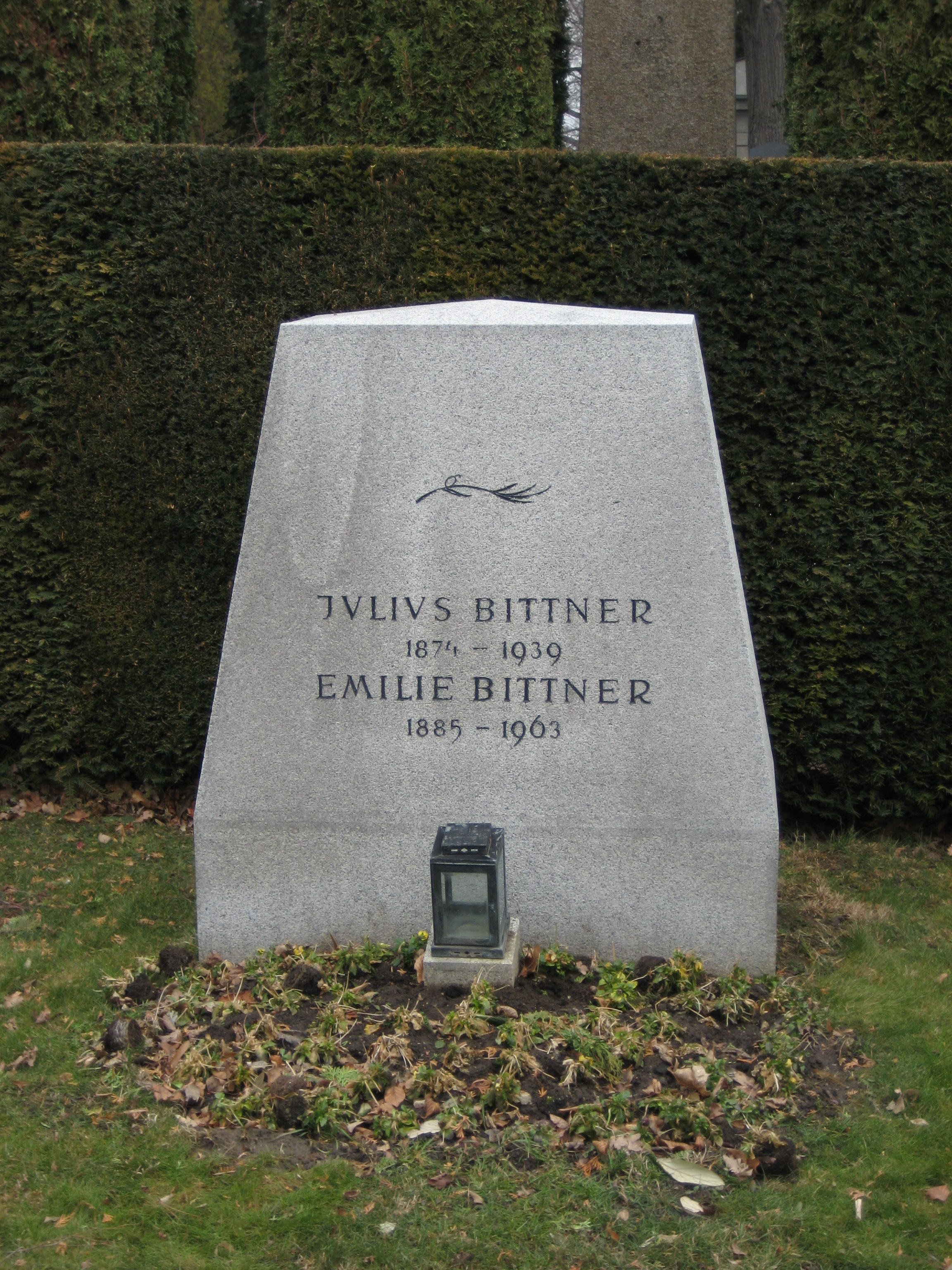
Ehrengrab auf dem Wiener Zentralfriedhof

Julius Bittner (* 9. April 1874 in Wien; † 9. Jänner 1939 ebenda) war ein österreichischer Komponist, Musikfeuilletonist und Dichter.

## Leben
Der Sohn eines Richters ergriff zunächst auch selbst die juristische Laufbahn. Während seines Studiums wurde er 1893 Mitglied des Wehrhaften Vereins Amicitia, seit 1910 Wiener Burschenschaft Alania. Bis 1920 war Bittner als Richter in Wolkersdorf im Weinviertel in Niederösterreich tätig, 1920–1922 als Beamter im Justizministerium. Daneben wurde Julius Bittner zu einem der bekanntesten und meistaufgeführten österreichischen Opernkomponisten der ersten Hälfte des 20. Jahrhunderts, geriet aber nach dem Zweiten Weltkrieg als typischer Vertreter der spätromantischen Oper in der Tradition von Richard Wagner allmählich in Vergessenheit. Viele seiner Opern behandeln österreichisch-alpenländische Themen und basieren meist auf selbstgeschriebenen Libretti. Er gilt als typischer Vertreter der österreichischen Volksoper. Julius Bittner (der von Kritikern den etwas deklassierenden Beinamen „Anzengruber der Oper“ erhielt) kann an musikalischer Bedeutung durchaus seinem bekannteren Zeitgenossen Wilhelm Kienzl gleichgestellt werden. Die Oper Das höllisch Gold (1916) ist seine erfolgreichste Oper, sie hat ihren Weg über viele Bühnen Deutschlands gemacht. Sein musikalischer Ansatz ist fest im Liedhaften verwurzelt.
Jahrelang arbeitete Bittner als Feuilletonist für die Neue Freie Presse, die Österreichische Rundschau und den Wiener Mittag. Auch für auswärtige Zeitungen war er viele Jahre als Musikkritiker tätig. Von 1918 bis 1922 gab er zusammen mit David Josef Bach die Zeitschrift Der Merker heraus.
Bittner war mit der Altistin Emilie Werner verheiratet. Er erhielt zahlreiche Preise und Ehrungen 1925 wurde er Mitglied der Deutschen Akademie der Künste zu Berlin. 1936 setzte ihn, obwohl pronationalsozialistisch auftretend, der Reichssender Berlin irrtümlich auf eine schwarze Liste von Kulturschaffenden, die im nationalsozialistischen Deutschland nicht mehr beschäftigt werden durften, er wurde aber wieder von diesem „Makel“ befreit.
1964 wurde Bittners Nachlass von der Wiener Stadtbibliothek übernommen, er umfasst nahezu alle Werke des Komponisten in autographen Skizzen, Textbüchern, Partituren und Klavierauszügen.
Seine sterblichen Überreste ruhen in einem Ehrengrab auf dem Wiener Zentralfriedhof (Gruppe 32 C, Nummer 15). In seinem langjährigen Wohn- und Wirkungsort Wolkersdorf im Weinviertel erinnern ein Denkmal und ein nach ihm benannter Platz an den Komponisten.

## Auszeichnungen
- 1915 Mahler-Preis
- 1919 Raimund-Preis
- 1925 Preis der Stadt Wien für Musik[6]
- 1937 Staatspreis für Musik und Literatur[7]

## Werke (Auswahl)
Opern
- Hermann (1898)
- Alarich (1899)
- Die rote Gred (UA unter Ludwig Rottenberg am 26. Oktober 1907 in Frankfurt am Main. Die Wiener Premiere unter Bruno Walter fand an der k. u. k. Hofoper Wien am 10. April 1908 statt. Vgl. Aufsätze in Neue Freie Presse (Wien), 28. Oktober 1907, S. 7, und 11. April 1908, S. 1–3.)
- Der Musikant (UA von Bruno Walter an der k. u. k. Hofoper 12. April 1910)
- Der Bergsee (UA Wien Hofoper 1911)
- Der Abenteurer (UA Köln 1913)
- Das höllisch Gold (UA Darmstadt 1916)
- Der liebe Augustin, Wiener Singspiel (UA Wiener Volksoper, 1917)
- Die Kohlhaymerin (UA Wien Operntheater 1921)
- Das Rosengärtlein (UA Mannheim 1923)
- Mondnacht (UA Berlin, Deutsches Opernhaus 1928) Alma Mahler-Werfel gewidmet.
- Das Veilchen (UA Wien, Staatsoper 1934)
- Der Maestro (1931)
- Der blaue Diamant (1937)
- Das Rosenkranzfest (1937/38, unvollendet)

Daneben komponierte Julius Bittner u. a. zwei Sinfonien, Schauspielmusiken zu Dramen von Shakespeare sowie zu Volksstücken von Nestroy und Raimund, Kammermusikwerke (u. a. zwei Streichquartette) und Lieder, Tänze aus Österreich und das etwa 90-minütige, groß angelegte Chorwerk Große Messe und Te Deum. Bittners erste Sinfonie (f-Moll) kam 1923 im Wiener Musikverein zur Uraufführung: Felix Weingartner dirigierte die Wiener Philharmoniker. Die Berliner Erstaufführung dirigierte Erich Kleiber.

## Diskographie
- Der Bergsee. – Hilde Konetzni (Gundula), Günther Treptow (Jörg Steinlechner), Julius Patzak (Grünhofer), Eberhard Waechter (Fischer vom Bergsee), Karl Kamann (Feldhauptmann von Werfen), Alois Pernerstorfer (Oberhofer), Erich Majkut (Kanzler des Erzbischofs von Salzburg), Kurt Equiluz (ein Landsknecht) usw., Tonkünstler-Chor Wien, Wiener Rundfunkorchester, Ltg.: Felix Prohaska, Aufnahme 1953 in Wien, Veröffentlichung vor 2000 (Myto 983.187)[9] und nochmals 2006 (Cantus Classics CACD 5.00858)
- Der Musikant. – Karl Schmitt-Walter, Günther Treptow, Friedl Rieger, Ester Rethy, Franz Bierbach, Josef Schmidinger, Erich Kaufmann, Das Große Wiener Rundfunkorchester, Ltg.: Felix Prohaska, Aufnahme 1949 (Myto)
- Symphonie Nr. 1 f-moll (1923) und symphonische Dichtung Vaterland (1915) (= Orchestral Music vol. 1). – Sibirisches Symphonieorchester (Omsk), Ltg. Dmitry Vasiliev, Aufnahme 2018 (Toccata TOCC 0500)[10]